# 崔允東
崔 允東（チェ・ユンドン、朝鮮語: 최윤동、1897年7月3日 - 1965年5月11日または1968年5月1日）は、主に満洲で活動していた日本統治時代の朝鮮の独立運動家、実業家、大韓民国の政治家、陸軍軍人（陸軍中将）。制憲韓国国会議員。
漢字表記は崔胤東とも。本貫は慶州崔氏、崔致遠の29代孫である。号は海光（ヘグァン、해광）。抗日運動中の仮名は崔震。元国防部長官の崔世昌は四男。

## 経歴
慶尚北道大邱（現・大邱広域市）出身。1914年に大東青年党に参加し、1916年に中国に亡命した。1918年、雲南陸軍士官学校卒。その後は大韓民国臨時政府の派遣を受け、吉林軍政司軍務局勤務、西路軍政署軍務局長、奉天省新興武官学校教官などを務めた。1919年10月に朝鮮国内での軍資金募集活動により鍾路警察署に留置され、1920年10月の青山里戦闘で金佐鎮傘下の支隊長として戦功を挙げ、その後満洲で大韓独立軍義勇団隊長の崔震として活躍した。1921年5月、北京の軍事統一策進会に出席し、1922年10月に朝鮮に再入国して軍資金募集活動を行ったが、1923年7月に慶尚北道漆谷郡の松林寺の近くで日本警察に捕らえられ、1924年11月に大邱法院により懲役2年6か月の刑を言い渡された。その後は朝鮮に留まり、新幹会大邱支部長、中外日報社営業局長・専務取締役、大邱商工株式会社重役を務めた。光復後は韓国民主党中央本部連絡部長・中央常務委員、光復会長（1965年設立の光復会とは別団体）、国民議会国防委員・委員長、陸軍・海軍・空軍出身青年義勇団団長を務めた。1948年の初代総選挙で当選した後、国会外務国防分科委員長を務め、国軍組織法の整備や建軍作業に関与し、共匪討伐作戦を主導した。朝鮮戦争期は陸軍中将として遊撃隊の司令官を務めた。1957年、金俊淵と共に統一党を創設し副党首を務めたが、その後自由党に移り幹部を務めた。5・16軍事クーデター以降は民主共和党に関与した。
1965年5月11日、ソウル市内の自宅にて死去。1991年に建国勲章愛国章を追叙された。